# Park Adama Wodziczki w Poznaniu
Park Adama Wodziczki - park zlokalizowany na terenie poznańskiego Sołacza, pomiędzy Aleją Wielkopolską na południu, a doliną Bogdanki na północy.

## Charakterystyka
Teren uporządkowano i założono park w latach 1971–1972. Obecnie teren parku obejmuje 7 ha, na których rośnie 2000 drzew, reprezentujących 54 gatunki. Dominują klony srebrzyste (aleja), a także lipy, dęby, topole czarne i olsze czarne. Z pobliskich ogrodów działkowych przeniknęły też śliwy. Wzdłuż Bogdanki rośnie natomiast roślinność zielna, m.in.: dzięgiel litwor, pokrzywa zwyczajna, wierzbownica kosmata, kielisznik zaroślowy i trybula leśna. 
W ramach zachodniego klina zieleni, kontynuacją parku na zachód jest Park Sołacki. 
Nazwa parku upamiętnia zasłużonego dla Poznania przyrodnika Adama Wodziczkę - biologa, botanika, profesora Uniwersytetu Poznańskiego, który w 1925 powołał do życia na terenie Wielkopolski i Pomorza organizację społeczną pod nazwą Liga Ochrony Przyrody.

## Otoczenie
W pobliżu parku znajduje się zabytkowe osiedle przy ul. Nad Wierzbakiem i squat Rozbrat.